# Maïmouna Sidibé
Pour les articles homonymes, voir Sidibé.
Maïmouna Sidibé, née le 12 mars 1963 à Beyla, en république de Guinée[réf. nécessaire], est une syndicaliste, douanière et femme politique guinéenne.
Le 22 janvier 2022, elle est nommée conseillère au sein du Conseil national de la transition en tant que représentante des forces de défense et de sécurité.